# Yūsuke Hatanaka
Yūsuke Hatanaka (jap. 畑中 勇介, Hatanaka Yūsuke; * 21. Juni 1985) ist ein ehemaliger japanischer Radrennfahrer.

## Sportlicher Werdegang
Hatanaka wurde 2005 japanischer Vizemeister im Zeitfahren. Im Jahr darauf wurde er bei der Zeitfahrmeisterschaft Dritter. Ende der Saison nahm er an den Straßen-Radweltmeisterschaften 2006 in Salzburg am U23-Straßenrennen teil und belegte den letzten Platz. Auch 2007 war er in Stuttgart dabei, wo er den 89. Platz belegte.
Ab dem Jahr 2008 fuhr Hatanaka für das niederländisch-japanische Professional Continental Team Skil-Shimano (später Shimano Racing Team). In seiner ersten Saison gewann er die siebte und letzte Etappe der Jelajah Malaysia. 2011 entschied Hatanaka eine Etappe der Tour de Okinawa für sich, ehe er ein Jahr später die Punktewertung der Tour of Thailand gewann.
Im Jahr 2014 wechselte er zum Team UKYO. Nach Platz zwei im Jahr 2015 wurde er 2017 im Alter von 32 Jahren erstmals japanischer Meister im Straßenrennen. Ein Jahr später holte er mit seinen Landmännern Yukiya Arashiro, Fumiyuki Beppu, Shoi Matsuda, Rei Onodera und Masaki Yamamota den Asienmeistertitel im Mannschaftszeitfahren.
In den Jahren 2021 bis 2024 fuhr er für das Kinan Cycling Team, bei dem er nach seinem Karriereende die Rolle als sportlicher Leiter einnahm.

## Erfolge
2007
- Japanischer Meister (U23) – Straßenrennen

2008
- eine Etappe Jelajah Malaysia
- Mannschaftszeitfahren Brixia Tour

2011
- eine Etappe Tour de Okinawa

2012
- Punktewertung Tour of Thailand

2017
- Japanischer Meister – Straßenrennen

2018
- Asienmeister – Mannschaftszeitfahren